# Parc Nacional del Bosc del Gir
El Parc Nacional del Bosc de Gir (també conegut en hindi com Sasan-Gir: गिर वन) és un parc nacional indi situat a l'estat de Gujarat.
El parc es troba a l'interior d'una reserva natural que el govern indi anomena sanctuary en anglès (santuari), terme anglosaxó destinat a enclavaments i territoris que un govern destina oficialment a la protecció d'espècies salvatges en perill d'extinció. És una de les àrees protegides més importants d'Àsia per ser l'únic lloc del món on sobreviuen individus salvatges del lleó asiàtic (Panthera leo persica).
Establert el 1965, el territori total (d'uns 1412 km²) per a tota la zona protegida pel parc nacional i 1.153 quilòmetres quadrats per al santuari, el parc està situat a uns 43 km al nord-est de Somnath, 65 km al sud-est de Junagadh, ciutat del districte del mateix nom a la península de kathiawar (estat de Guyarat, a l'Índia) i 60 km al sud-oest d'Amreli.
Avui dia, la diversitat de la fauna i la flora de Gir és deguda a la contínua col·laboració del departament de boscos del govern amb els persistents esforços de naturalistes i ONG. El cens d'abril del 2005 va exposar que la població de lleons a Gir era de 359, un increment de 32 respecte al cens del 2001, mentre que el cens d'abril del 2010 va revelar que l'augment va pujar fins als 411 lleons (52 més que en el cens anterior). El Lion Breeding Programme ('programa de criança de lleons') ha alimentat i criat uns 180 lleons en captivitat des que va començar a funcionar.